# Katharina Braun (Malerin)

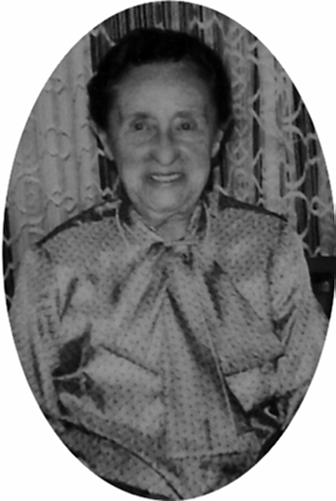
Ein spätes Foto aus den 1980er Jahren

Katharina Braun (* 20. April 1894 in Koblenz; † 28. Februar 1989 in Boppard) war eine deutsche Lehrerin, Grafikerin und Malerin.

## Biografie
Katharina Braun besuchte zunächst die Volksschule in Koblenz, dann die private Präparandenanstalt in Koblenz-Oberwerth, anschließend das Lehrerinnenseminar mit Internat.
In der Freizeit nahm sie Malunterricht bei einem Künstler namens Bartel Müller. Ihre Ausbildung als Grafikerin absolvierte sie bei der Mal- und Zeichen-Unterricht-GmbH in Berlin. Ihre Lehrer waren die akademischen Maler Martin Ohlsberg und Max Erich Nicola.
Ihre erste Stelle als Lehrerin trat sie bei der Volksschule in Dellhofen (Kreis St. Goar) an. Es war eine einklassige Schule mit 92 Schülern. Anschließend wurde sie nach Neuenahr (Kreis Ahrweiler), Boppard, Mastershausen (Kreis Zell) sowie Niederburg versetzt. Im Jahre 1931 erhielt sie eine freie Lehrerinnenstelle in Bad Salzig, wo sie bis 1942 wirkte.
1942 wurde nach Mayen versetzt und 1943 erhielt sie durch eine Verfügung des Oberpräsidenten der Rheinprovinz die Ernennung zur Ausbildungslehrerin an der Lehrerbildungsanstalt in Boppard. 1944 wurde sie an der Mittelschule als Lehrerin für Kunst eingestellt. Dort war sie zwei Jahre tätig und reichte dann aus gesundheitlichen Gründen ihre Pension ein.
Trotz mehrerer Stellen außerhalb von Bad Salzig behielt sie doch ihre Wohnung in Bad Salzig, wo sie zunächst zusammen mit ihrer Mutter und – nach deren Tod – noch lange Jahre alleine wohnte.
Katharina Braun starb 1989 und fand ihre letzte Ruhestätte auf dem Friedhof in Bad Salzig. Dort wurde im Jahre 2012 ein Gedenkstein für sie aufgestellt.

## Werke

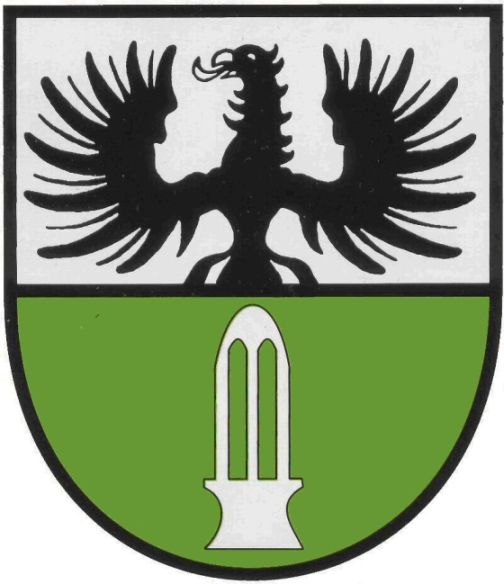
Das 1958 von Braun entworfene Wappen der ehemaligen Gemeinde Bad Salzig

Neben ihrer Tätigkeit als Lehrerin war Katharina Braun zeitlebens künstlerisch aktiv. So schuf sie 1917 – im Alter von 23 Jahren – ein Ölgemälde, das eine Madonna mit Jesuskind zeigt und heute in der katholischen Pfarrkirche St. Ägidius in Bad Salzig hängt. Sie hat es testamentarisch der St. Ägidiuskirche hinterlassen.
Sie schuf Aquarelle, Federzeichnungen und Exlibris – davon sind zwei Exemplare aus ihrem Besitz erhalten – entwarf Briefmarken, Postkarten, gestaltete für namhafte Hotels Speisekarten etc. Für Hotels und Gaststätten entwarf sie für das Amt Boppard Übernachtungsmarken.
Im Nachlass fand sich außerdem ein reger Schriftwechsel mit dem Lehrer und Heimatdichter Jakob Kneip, für den sie eine Federzeichnung seines Elternhauses malte (wo ich als Kind gespielt).
Der damalige Schulrat Kreuzberg in Boppard hatte einen Kreis von künstlerisch und literarisch interessierten Lehrern um sich geschart und diese zum Sammeln von Überlieferungen und Volksgut angeregt. Dieser Kreis gab in der Zeit von April 1927 bis Januar 1935 ein monatlich erscheinendes Heft, Rheinfels, heraus, als Beilage zum Mittelrheinischen Volksblatt. Texte und Illustrationen stammten von o. a. Lehrpersonen. In den Jahren 1931 bis 1935 wirkte Katharina Braun in diesem Kreis mit und steuerte und Federzeichnungen verschiedenster Motive dafür bei. Es handelte sich vorwiegend um Landschaften und Ortsansichten. Die Originalgrößen waren ca. 30 × 40 cm.

Die Seite "Allerseelen" aus dem Gefallenenbuch

Auch für die Gemeinde Bad Salzig hat sie sich auf künstlerischen Gebiet engagiert:

Sie entwarf 1958 das „Bad Salziger Wappen“. Der Originalentwurf hängt im Amtszimmer des Ortsvorstehers. Auf Antrag der Gemeinde Bad Salzig hatte das Ministerium des Innern von Rheinland-Pfalz mit Urkunde vom 19. Februar 1959 Bad Salzig das Recht zur Führung eines eigenen Wappens verliehen. Alle Arbeiten für die Gemeinde machte sie kostenlos und gab die Rechte daran an die Gemeinde ab.
Die Unterlagen über den Bau der Kirche St. Ägidius wurden zur Renovierung von der Turmspitze heruntergeholt und von Katharina Braun auf Halbpergament erneuert. Das Buch der Kriegsgefallenen, 135 Blätter  stark, wurde von ihr in Kunstschrift und Motiven entworfen. Es liegt heute noch in der Kriegergedächtniskirche, aufgeschlagen zum jeweiligen Datum.